# Bijugis bombycella
Bijugis bombycella är en fjärilsart som beskrevs av Denis och Ignaz Schiffermüller 1775. Bijugis bombycella ingår i släktet Bijugis och familjen säckspinnare. Inga underarter finns listade i Catalogue of Life.